# Henrik 6., greve af Luxembourg
Henrik 6., greve af Luxembourg (født cirka 1240, død 5. juni 1288) var greve af Luxembourg og Arlon fra 1281 til 1288. 
Henrik 6. var søn af Henrik 5., greve af Luxembourg, og blev selv far til Henrik 7., der blev tysk-romerske kejser i 1312.